# The Forest Is My Throne
The Forest Is My Throne es la segunda demo de la banda de black metal Satyricon.
Fue lanzado en el invierno de 1993, esta sería la última grabación de Håvard Jørgensen (alias Lemarchand), y la integración de Kjetil-Vidar Haraldstad (alias Frost) en la batería. Posteriormente por su alta demanda sería reeditado en un álbum split titulado The Forest Is My Throne / Yggdrassil (1995), un álbum que compartiría los créditos con la banda de black metal Enslaved, conteniendo una demo de cada grupo, con un total de 1.500 copias disponibles.

## Lista de canciones
1. "Black Winds" - (7:07)
2. "The Forest Is My Throne" - (5:00)
3. "Min Hyllest Til Vinterland (Skogsvandring I Mørket)" - (5:24)
4. "The Night of the Triumphator" - (6:09)

## Miembros
- Lemarchand - guitarra
- Satyr - voz, guitarra, bajo, sintetizador
- Frost - batería